# Luci Emili Paulus (cònsol 50 aC)
Luci Emili Paulus (en llatí: Lucius Aemilius M. f. Q. n. Paulus; segle i aC) va ser un magistrat romà fill de Marc Emili Lèpid i germà de Lèpid el triumvir. Atès el seu cognom Paulus, hom creia que era un fill adoptiu de certa família de cognomen Paulus, però efectivament era germà biològic del triumvir i probablement va rebre el nom per decisió paterna, en honor del conqueridor de Macedònia Luci Emili Paulus Macedònic, els descendents del qual foren adoptats per altres famílies i així es perdé el nom. Així, el pare va donar al fill gran el nom de Luci i el cognom Paulus, i el seu propi nom, Marc, el va donar al segon fill contra el costum romà de donar-lo al primer. No obstant això, aquest Luci Emili Paulus no era descendent de cap dels Emili Paulus, ans dels Emili Lèpid, per bé que tots dos eren de la mateixa gens.
No va seguir l'exemple patern i va començar la seva carrera en el si del partit aristocràtic. El 63 aC va dirigir l'acusació de Catilina conforme a la Lex Plautia, el que li va suposar l'enemistat del partit popular.
L'any 60 aC va ser qüestor i el 59 aC fou proqüestor a Macedònia sota el propretor Gai Octavi. Luci Veti el va acusar de conspirar contra la vida de Gneu Pompeu, acusació que no va tirar endavant. És esmentat el 57 aC com un dels que van demanar i obtenir el retorn de Ciceró del seu desterrament.
Va ser edil curul el 55 aC i va restaurar l'antiga basílica al centre del fòrum i en va començar una altra de més gran i luxosa. El 53 aC era pretor, però no va exercir fins al juliol, ja que els disturbis a Roma van impedir les eleccions fins aquella data.
El 50 aC va ser cònsol junt amb Marc Claudi Marcel (un dels principals enemics de Juli Cèsar), però va defraudar les expectatives dels aristòcrates puix que aviat Cèsar el va guanyar per la seva causa, amb un suborn de 1500 talents que es diu que va gastar en l'acabament de la basílica. En acceptar aquest suborn va perdre la confiança de tots els partits i no va participar en la guerra entre Cèsar i Pompeu (49 aC-48 aC).
A la mort de Cèsar (44 aC) Paulus es va decantar pel partit senatorial i fou un dels que van declarar al seu germà Lèpid com a enemic públic (30 de juny del 43 aC) per haver-se unit a Marc Antoni, i quan a la tardor es va formar el triumvirat, el seu nom va ser inclòs entre els proscrits; els mateixos soldats enviats a matar-lo li van permetre de fugir segurament amb la complaença del seu germà, i es va reunir amb Brut a Àsia, i després de la mort d'aquest va arribar a Milet on va romandre sense voler tornar a Roma tot i que havia estat perdonat pels triumvirs.
Ja no torna a ser esmentat i probablement va morir no gaire després.